# Femme totale
Das Frauen-Filmfestival femme totale fand zum ersten Mal 1987 in Dortmund als „femme totale im Revier“ statt. Bereits 1986 gegründet, wurde die femme totale von einer Projektgruppe von Frauen aus dem Ruhrgebiet organisiert. Das Programm war international ausgerichtet. Bis 2005 gab es zehn Ausgaben des biennal stattfindenden Festivals. 2006 ging die femme totale in der Fusion mit der Feminale auf und findet seither als Internationales Frauenfilmfestival Dortmund/Köln statt.

## Geschichte
Gegründet wurde die femme totale mit der Absicht feministische Filmtheorie und -analyse zum „integrativen Bestandteil des Sehens von Filmen“ zu machen. Das Festival zeichnete sich durch sein ausgewähltes und nicht kommerzielles Angebot aus. Die femme totale hatte keinen Werkschaucharakter, sondern setzte vorwiegend auf bereits bestehende Filme. Entsprechend wurden nicht nur die Filme selbst, sondern insbesondere auch deren Präsentationsweise diskutiert. Austragungsorte der femme totale waren zunächst das später das städtische Fritz-Henßler-Haus, später das Dietrich-Keuning-Haus, dessen „unvergleichliche Atmosphäre mit Schwimmbadblick“ in mehreren Erfahrungsberichten Erwähnung findet. In der Einleitung zum Programmheft der ersten Ausgabe von femme totale schrieben die Organisatorinnen des Festivals über ihr Interesse an der Revision und Aufarbeitung der Frauenfilmgeschichte:

„Der erste Funke: wir wollten ‚machen‘, was ‚Frauen und Film‘ schreibt. Ein Ideal. Wir sind auf unserem Weg der Idee treu geblieben, in Filmen von Frauen das ‚Neuland der aufgeworfenen Fragen‘ (Helke Sander), das Unsichtbare im Sichtbaren zu entdecken / anderen mitzuteilen / eine Präsentationsweise für Filme von Frauen zu suchen, die diese Wünsche für uns und andere erfüllt: die interessanten, kaum gezeigten, meist unterbewerteten, gehaltvollen Filme von Frauen besser kennenzulernen / sie wiederzusehen, um endlich nachzuholen, was noch unverstanden blieb, neu gesehen, erlebt werden will / in der Komplexität ihrer Ästhetik, der ungebrochenen Kraft ihrer Bilder / mit anderen Frauen gemeinsam eine Beziehung zu 20 Jahren Frauen Film und Kino-Arbeit herzustellen.“

Jede Festivalausgabe fokussierte in Film- und Begleitprogramm auf ein anderes Schwerpunktthema. Begleitet wurde das Filmprogramm von Workshops, Vorträgen und Diskussionen. Letztere waren vom Aufeinandertreffen unterschiedlicher Generationen und verschiedener Feminismen geprägt. So provozierten etwa Filme wie Bondage von Monika Treut große Uneinigkeit in Bezug auf die Repräsentation weiblicher Sexualität.
Das Team der femme totale setzte sich über die Jahre aus Karin Bruns, Petra Cornelissen, Gabriele Farr, Cornelia Foell, Stefanie Görtz, Anne Haage, Silke J. Räbiger (künstl. Leitung 1993 – 2018), Anne Schallenberg (Geschäftsführerin 1995 – 2007), Betty Schiel, Angelika Schumann, Claudia Schurian, Dora Scott, Isabelle Werner, Helga Wittenborg, Dorothea Zibner zusammen. Darüber hinaus waren viele weitere Personen an der Realisierung des Festivals beteiligt.
Die Arbeit an der Vernetzung internationaler Filmemacherinnen sowie die Präsentation derer Filme war wichtiger Bestandteil der femme totale. So gab es etwa 1989 unter dem Titel Filme sowjetischer Filmemacherinnen die weltweit erste Werkschau sowjetischer Regisseurinnen nach der Perestroika.

## Rezeption
Nachdem das Festival zunächst vor allem regionale Aufmerksamkeit bekam, erlangte es nach kurzer Zeit auch internationale Anerkennung. So erwähnte etwa der Guardian 1995 die femme totale als positives Beispiel für Frauenfilmfestivals in einem Artikel über die Unsichtbarkeit von Filmemacherinnen, insbesondere auch von Kamerafrauen:

“In Germany this week, the biennial Dortmund festival, femme totale, is celebrating some of the ‘hidden women’ of cinema, the many women behind the cameras whose anonymity the organisers describe as a ‘scandalous state of affairs’.”

## Ausgaben
- 29.4.–3.5.1987 – 1. femme totale im Revier „Macht und Gewalt in Filmen von Frauen“
- 1.5.–5.5.1889 – 2. femme totale „Filme sowjetischer Frauen“
- 12.4.–17.4.1991 – 3. femme totale „Elektronische Kunst von Frauen“
- 17.3.–21.3.1993 – 4. femme totale „Die subversive Kraft des Lachens“
- 22.3.–26.3.1995 – 5. femme totale „Chronik Skandalös – Ein Blick hinter die Kulissen“
- 12.3.–16.3.1997 – 6. femme totale „Unheimliches Vergnügen“
- 10.3.–14.3.1999 – 7. femme totale „Large As Life“
- 28.3.–1.4.2001 – 8. femme totale „kussecht – wer küsste wen, wann und warum?“
- 2.4.–6.4.2003 – 9. femme totale „No Place Like Home“
- 12.4.–17.4.2005 – 10. femme totale „Geld“